# サンドウィッチマンのオールナイトニッポン
『サンドウィッチマンのオールナイトニッポン』は、2011年からニッポン放送で不定期に放送している、サンドウィッチマンの2人がパーソナリティを担当するラジオ番組である。オールナイトニッポンシリーズの特別番組の一つ。『オールナイトニッポン』枠のほか、『オールナイトニッポンGOLD』枠で放送。

## 放送日
- オールナイトニッポン - 2011年3月18日・2012年8月28日・2020年9月23日（中川家・ナイツと"漫才サミット"として）・2021年3月11日（同年日本民間放送連盟賞ラジオ部門準グランプリ受賞）
- オールナイトニッポンGOLD - 2012年10月19日・2013年3月14日・2016年3月11日

## 概要
2011年3月11日に発生した東日本大震災で、当日宮城県気仙沼市でのロケ中に被災したサンドウィッチマンが当地の様子と東北を励ますために、当初予定されていた『AKB48のオールナイトニッポン』（金曜25:00 - 27:00）を代わって1回だけ放送された。FAX、メールテーマも「がんばれ東北」と当時の様子とサンドにむちゃ振りでコントのネタを作るなどしていた。
2012年は、8月28日に「オールナイトニッポン45周年 お笑いオールスターウィーク」の一環として再び放送することになった（通常は『miwaのオールナイトニッポン』が編成されていた、火曜25:00 - 27:00枠）。2人が行う生コントのための設定・シチュエーション・登場人物と最初の書き出しの3行を募集した。
同年は、スペシャルウィークである10月19日にも、金曜『オールナイトニッポンGOLD_オールナイトニッポン45周年特別企画』枠で放送。「リスナーのメールで一本のコントを作る企画」が事前に告知されていた。
2013年3月14日は、木曜『オールナイトニッポンGOLD』で生放送。『伊達みきおの「もういいぜ！」』というテーマで伊達にツッコミを入れてほしいお題をEメールで募集した。